# Dares Frigio

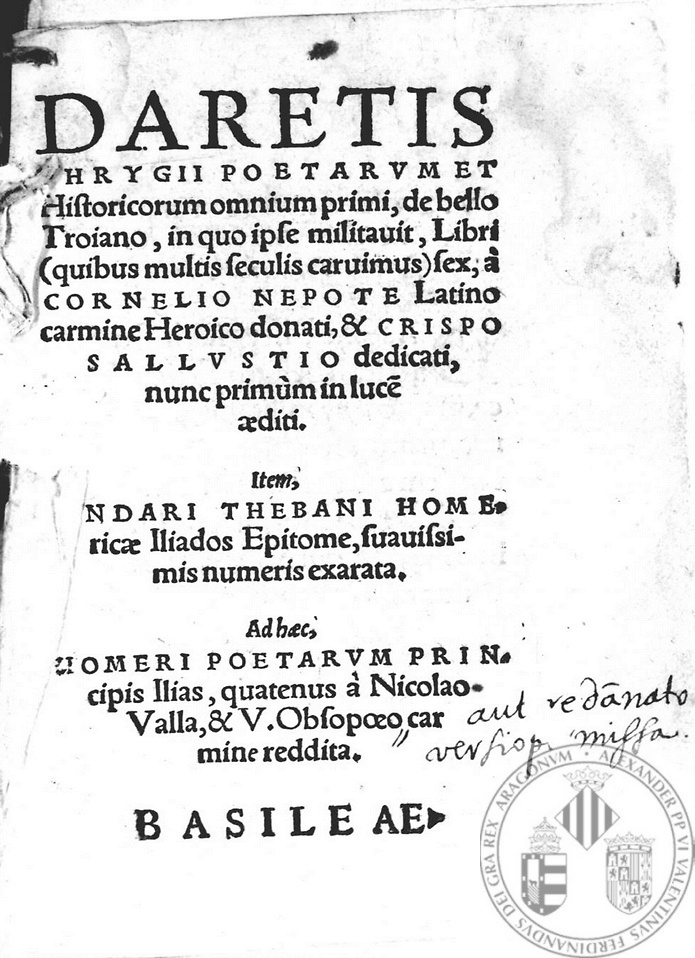
Portada del Dares.

Dares Frigio es el supuesto autor del libro De excidio troiae historia (Historia de la destrucción de Troya), traducción latina del siglo VI d. C. de un original griego que trataba de la guerra de Troya.

## Descripción
En el siglo II, Claudio Eliano da la noticia de que con anterioridad a la Ilíada atribuida a Homero hubo otra compuesta por Dares en idioma frigio. Este dato es inverosímil en cuanto a la antigüedad de la obra, pero permite suponer que este autor se basaba en la existencia de un original griego en su época que podría haber sido luego resumido y traducido al latín para obtener como resultado la Historia de la destrucción de Troya.
En el libro se narran los hechos desde el punto de vista troyano, y sometiendo a la Ilíada a una revisión histórica que elimina toda intervención de los dioses, en un intento de verosimilitud, indicando como motivos rivalidades amorosas. Se decía de este libro que era una traducción latina de la obra de Dares Frigio. Durante mucho tiempo se atribuyó a Cornelio Nepote, y se decía que lo había dedicado al historiador Salustio; pero el lenguaje del libro es muy posterior al de la época de Nepote, y tal vez haya que datarlo en el s. V d. C.
El libro de este supuesto «Dares Frigio» sienta un antecedente autónomo acerca de la guerra de Troya. Sobre este particular se han sustentado varias opiniones al respecto en el ambiente de los estudios clásicos. El punto es que el autor romano compuso en latín resúmenes en verso de la Ilíada de Homero, destinados a la enseñanza como lo haría cualquier profesor de literatura. Dicho fin pedagógico puede detectarse debido al tono didáctico. 
El autor se concentró en verter del griego al latín textos perdidos que pretendían ser originales, inéditas y copiosas crónicas de primera mano de la guerra de Troya. Dichas "variaciones" no son más que emulaciones de los pasajes homéricos, haciendo paráfrasis del sentido del texto original.
Cuenta la versión de un combatiente troyano (Dares el frigio) de la destrucción de Troya, con testimonios supuestamente coetáneos y auténticos de soldados que lucharon en Troya en bandos contrarios. Existe otra versión y tenemos otro nombre con el cual se denomina la identidad del autor romano: Dares (De excidio Troiae historia) y Dictis el Cretense (Ephemeris belli troiani). En realidad se trata de dos ejercicios retóricos de la Antigüedad tardía que nos presentan una versión de la leyenda troyana ajena al imaginario homérico.
En la traducción al castellano del Poema de Troya de Benoît de Sainte-Maure llamada Versión de Alfonso XI, se lee que

[...] el que verdaderamente escribió la historia de Troya como sucedió fue Dayres, que era natural de dentro de la ciudad y presenció la destrucción... y no Omero (sic) que escribió más de cien años después de que la villa fuera destruida [...]

Esto demuestra también que en la Edad Media se conocía la versión Ilias latina, aunque no se siguió a Homero, sino a Dictis Cretense (s. IV) y a Dares Frigio (s. VI) hasta que se hizo una buena traducción del griego al latín: la de Leoncio Pilato, terminada hacia el año 1360.
En la Biblioteca Nacional de España (Sig.: MS/9847) se conserva un manuscrito adquirido por Serafín Estébanez Calderón en 1839, y entregado a la misma. 

Se trata de Los 17 libros de Daris de Bello Troyano ahora nuevamente sacado de las antiguas y verdaderas historias, en verso, por Ginés Pérez de Hita, vecino de la ciudad de Murcia. Año de 1596.

No contiene prólogo ni aprobaciones. Entre 1596 y 1597, consigue el privilegio para su publicación, privilegio y libro que vende el 20 de enero al librero Juan García, de Alcalá de Henares. En este libro pudo basarse otro muy conocido en aquella época: el Libro de Alexandre, anónimo, escrito de forma amena como un libro de caballerías.
El nombre de Dares aparece en la Ilíada como el de un sacerdote de Hefesto en Troya. En la Eneida, Dares es el nombre de un troyano que participa en los juegos fúnebres en honor de Anquises. Con todo, no hay datos que permitan identificar estos personajes con el pretendido autor de la obra literaria.

## Nota
1. ↑  Claudio Eliano: Varia Historia, XI, 2. 
  - Texto inglés.
2. ↑  María Felisa del Barrio Vega y Vicente Cristóbal López: Introducción al "Diario de la guerra de Troya" de Dictis Cretense y a la "Historia de la destrucción de Troya" de Dares Frigio, Gredos, Madrid, 2001, pág. 136. ISBN 84-249-2313-8.
3. ↑  Véase "Alfonso XI de Castilla".
4. ↑  Ilíada, V: texto español en Wikisource. Véanse los vv. 9 - 30.
  - Texto griego.
5. ↑  Virgilio: Eneida, V, 370 - 374.
6. ↑  Barrio y Cristóbal: op. cit., pp. 137 - 138.
7. ↑  Louis Faivre d'Arcier (n. 1975): conservador de patrimonio, y director de los archivos municipales de Lyon.